# Calibanus
Calibanus ist eine Pflanzengattung, die zur Familie der Spargelgewächse (Asparagaceae) gehört. Der botanische Name leitet sich von Caliban, einer Gestalt aus William Shakespeares Stück Der Sturm, ab.

## Beschreibung

### Vegetative Merkmale
Die Arten der Gattung Calibanus besitzen eine kugelförmigen, leicht abgeflachten Caudex von bis zu 50 Zentimetern Durchmesser. Die dicke Rinde ist korkig und gefurcht. Sie wird später holzig. Die monokarpen Blattrosetten werden an Zweigen gebildet, die nicht über die Caudexoberfläche ragen. Die dünnen Laubblätter sind grasartig und drahtig. Die Blattspreite ist schmal linealisch, etwas konkav und gekielt. Sie ist bis 30 Zentimeter lang und 2 bis 3 Millimeter breit. Die Blattränder sind gesägt bis aufgeraut und an der Spitze ganzrandig.

### Blütenstände und Blüten
Der Blütenstand ist eine einfache Rispe mit meist eingeschlechtlichen oder manchmal mit zwittrigen Blüten. Er ist mit bis 25 Zentimetern Höhe kürzer als die Laubblätter. Die Teilblütenstände sind kurz gestielt. Die trockenhäutigen Brakteen sind eiförmig oder lanzettlich und viel kürzer als die von ihnen getragenen 6 bis 8 Zentimeter langen Zweige. Die sechs, elliptisch verkehrt eiförmigen, schmutzig weißlich gelben, durchscheinenden Tepalen sind 2 bis 3 Millimeter lang und 1,5 bis 2 Millimeter breit.
Die sechs fast gleichen Staubblätter sind 2 bis 3 Millimeter lang. Der eiförmige, dreifächrige Fruchtknoten ist 2,5 bis 3 Millimeter lang und bis 2 Millimeter breit. Pro Fach ist eine Samenanlage vorhanden. Die sitzende Narbe ist dreilappig.

### Früchte und Samen
Die hell strohbraunen, kugel- bis eiförmigen Früchte sind dreikantig, 8 bis 9 Millimeter lang und 6 bis 7 Millimeter breit. Sie sind nicht aufreißend und enthalten einen melonenförmigen Samen von 3 bis 4 Millimetern Länge und 3 Millimetern Breite.

### Zytologie
Die Chromosomenzahl ist {\displaystyle 2n=38}.

## Systematik und Verbreitung

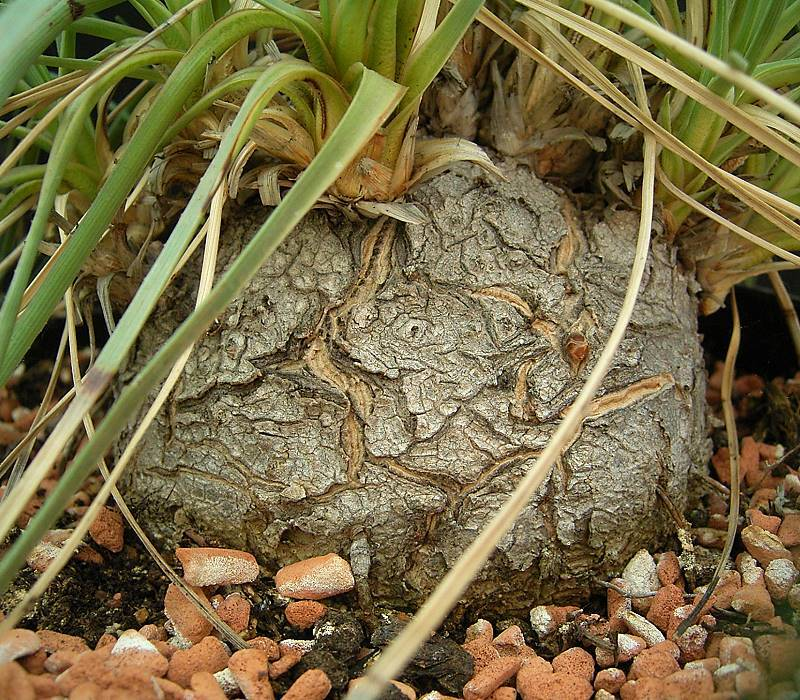
Caudex von Calibanus hookeri

Die Gattung Calibanus ist in Zentral- bis Nordost-Mexiko verbreitet. Die Erstbeschreibung der Gattung erfolgte 1906 durch Joseph Nelson Rose. Die Gattung Calibanus ist nahe mit den Gattungen Beaucarnea und Nolina verwandt.
Zur Gattung Calibanus gehören folgende Arten: Nach Rafaël Govaerts sind beide Arten besser in die Gattung Beaucarnea zu stellen.
- Calibanus glassianus L.Hern. & Zamudio[4] (Synonym: Beaucarnea glassiana (L.Hern. & Zamudio) V.Rojas-Piña)
- Calibanus hookeri (Lem.) Trel. (Syn.: Beaucarnea hookeri (Lem.) Baker)

## Nachweise